# Trichiura
Genre
Le genre Trichiura regroupe des insectes lépidoptères de la famille des Lasiocampidae.

## Taxonomie
Selon BioLib (15 aout 2014), ce genre comprend 2 sous-genres :
- Trichiura (Achnocampa) Rambur, 1866
- Trichiura (Trichiura) Stephens, 1828

## Liste des espèces
- Trichiura castiliana (Spuler, 1908) — Castillane (insecte).
- Trichiura crataegi (Linnaeus, 1758) — Bombyx de l'aubépine.
- Trichiura ilicis (Rambur, 1858) — Bombyx de l'yeuse.
- Trichiura verenae Witt, 1981.